# Полиция надзора и защиты государства (Португалия)
Полиция надзора и защиты государства (порт. Polícia de Vigilância e Defesa do Estado, PVDE) — португальская политическая полиция, действовавшая с 1933 по 1945 год. В обязанности PVDE входили охрана границ, надзор за иностранцами и эмигрантами и государственная безопасность.

## Организация
PVDE подчинялась министру внутренних дел и включала в себя:
- Директор
  - Международный отдел
  - Отдел политического надзора
  - Секретные службы
  - Общий отдел

## История
Полиция надзора и защиты государства была создана указом №. 22 992 от 29 августа 1933 года в результате слияния предыдущей португальской международной полиции и полиции политической и социальной защиты.
Основателем и первым директором был капитан Агоштинью Лоренсу. По словам профессора Дугласа Уиллера, Лоуренсу основал PVDE, вдохновившись британскими образцами. 
Во время гражданской войны в Испании PVDE боролась с проникновением на территорию Португалии враждебных элементов; во время Второй мировой войны выступала в качестве политической полиции и занималась контрразведкой.
В 1945 году ее заменила ПИДЕ.